# Mick Jones (Foreigner)
Mick Jones (Portsmouth, Verenigd Koninkrijk) , 27 december 1944) is een Engelse gitarist, songwriter en muziekproducent die vooral bekend als lid van de rockband Foreigner.
Michael Leslie Jones, zoals zijn volledige naam luidt, begon zijn carrière in het begin van de jaren 60 als lid van de band Nero and the Gladiators, waarmee hij in het Verenigd Koninkrijk twee kleine hitjes scoorde in 1961. Nadat de band werd opgeheven werkte Jones als songwriter en sessiemuzikant voor artiesten als Sylvie Vartan en Johnny Halliday. Hij kwam Gary Wright van de band Spooky Tooth tegen die 1973 de band reanimeerden. Hierna was hij lid van de Leslie West Band. Ook speelde hij gitaar voor het album Wind of Change uit 1972 van Peter Frampton evenals het album Dark Horse uit 1974 van George Harrison.
In 1976 vormde hij samen met Ian McDonald de band Foreigner en rekruteerden ze vocalist Lou Gramm. Jones produceerde alle albums van de groep en schreef de meeste van hun nummers samen met Gramm. Er ontstonden spanningen binnen de band in het begin van de jaren 80 door een verschil in smaak, waar Gramm meer de kant van de harde rock op wilde had Jones meer interesse in synthesizers. Gramm verliet in 1989 de band maar keerde twee jaar later terug. In datzelfde jaar maakte Jones zijn eerste en enige soloalbum genaamd Mick Jones op het Atlantic Records label.
Mick Jones is niet gerelateerd aan de andere Mick Jones, die gitarist was van The Clash.

## Geproduceerde albums
Naast de albums van Foreigner produceerde Jones ook de volgende albums:
- 5150 - Van Halen (1986)
- Fame and Fortune - Bad Company (1986)
- Dead, White and Blue - Flesh & Blood (1989)
- Save The Last Dance For Me - Ben E. King (1989)
- Storm Front (album)|Storm Front - Billy Joel (1989)
- In Deep - Tina Arena (1997)
- Beyond Good and Evil (The Cult album) - The Cult (2001)
- Around Classes - Foreigner (2012)